# Nempont-Saint-Firmin
Nempont-Saint-Firmin är en kommun i departementet Pas-de-Calais i regionen Hauts-de-France i norra Frankrike. Kommunen ligger i kantonen Montreuil som tillhör arrondissementet Montreuil. År 2022 hade Nempont-Saint-Firmin 200 invånare.

## Befolkningsutveckling
Antalet invånare i kommunen Nempont-Saint-Firmin
| Referens: INSEE |